# غيتا (تنزانيا)
غيتا هي مدينة وعاصمة إقليمية لإقليم جيتا في شمال غرب تنزانيا. تشتهر المدينة بتجارة الذهب. يبلغ عدد سكان جيتا 99 795 نسمة (تعداد 2012). تقع في وسط منطقة تعدين الذهب. في مارس 2012 أصبح المقر الإداري لإقليم جيتا التي تم إنشاؤها حديثًا.